# Office de développement du Sud
L'Office de développement du Sud (ODS) est un établissement public tunisien à caractère industriel et commercial créé par la loi no 94-83 du 18 juillet 1994. Placé sous la tutelle du ministère du Développement et de la Coopération internationale, il siège à Médenine.
Il est chargé d'accomplir des tâches et missions entrant dans le cadre de la promotion du développement économique dans les zones d'intervention du sud de la Tunisie qui englobe les gouvernorats de Médenine, Gabès, Tataouine, Gafsa, Kébili et Tozeur.